# Hybomitra magimeli
Hybomitra magimeli är en tvåvingeart som först beskrevs av Travassos Dias 1960.  Hybomitra magimeli ingår i släktet Hybomitra och familjen bromsar.
Artens utbredningsområde är Angola. Inga underarter finns listade i Catalogue of Life.